# V361 Гидры
V361 Гидры (лат. V361 Hydrae) — двойная звезда в созвездии Гидры на расстоянии (вычисленном из значения параллакса) приблизительно 3010 световых лет (около 923 парсек) от Солнца. Видимая звёздная величина звезды — от +15,28m до +15,18m.
Открыта как новый класс переменности пульсирующих горячих субкарликов Дэвидом Килкенни и др. в 1997 году**.

## Характеристики
Первый компонент (Gaia DR3 6270542648891154304) — бело-голубой, очень быстро пульсирующий горячий субкарлик, переменная звезда типа V361 Гидры (RPHS) спектрального класса sdBV. Эффективная температура — около 34700 K.
Второй компонент (Gaia DR3 6270542648889732096) — жёлтый карлик спектрального класса G2V. Эффективная температура — около 5145 K.